# Rudolf Klug (Forstmann)

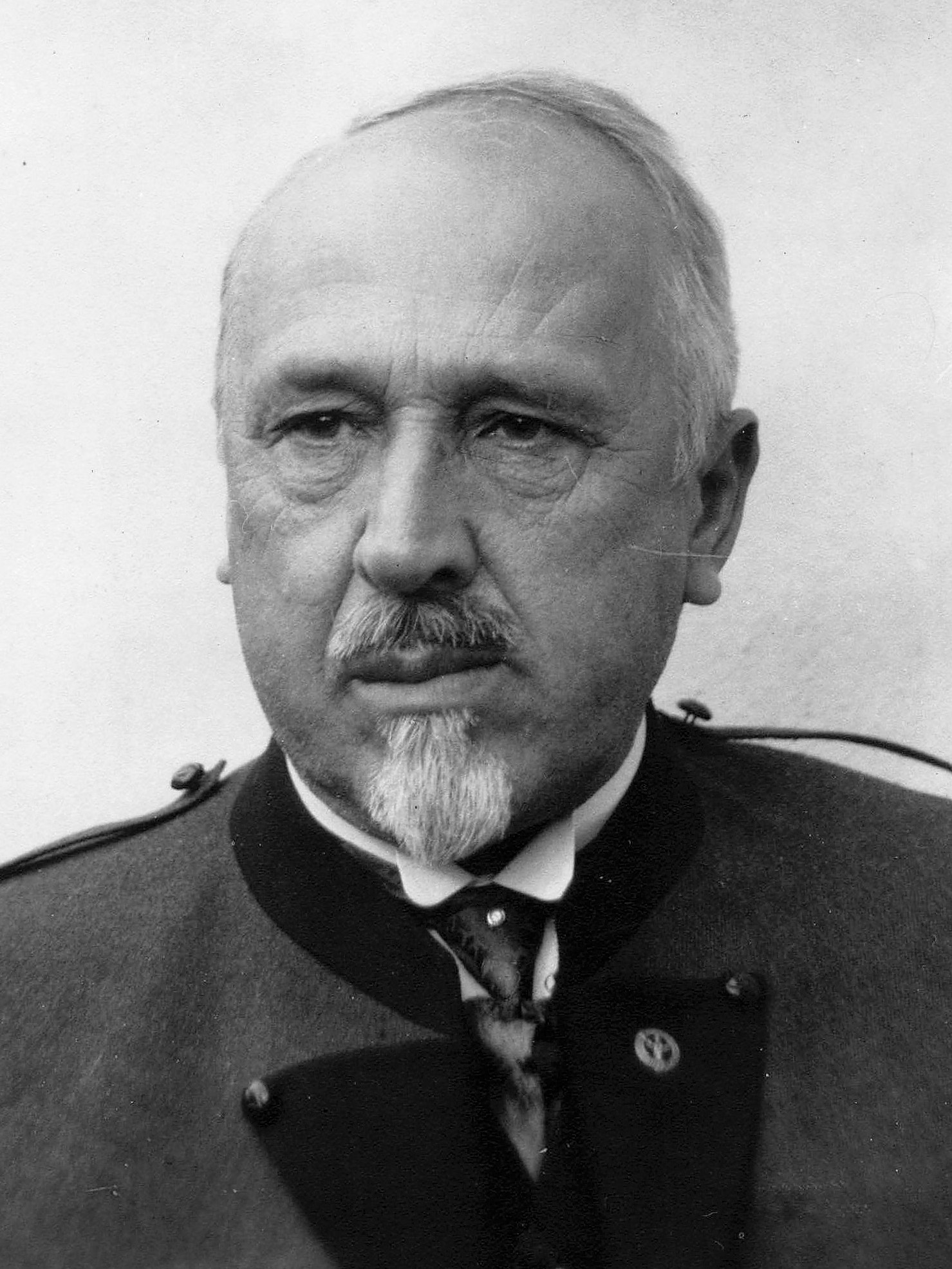
Rudolf Klug, 1922

Rudolf Klug (* 25. April 1865 in St. Oswald bei Plankenwarth; † 2. Juli 1950 in Judendorf-Straßengel) war ein österreichischer Forstrat in Waldstein und Ehrenbürger der Marktgemeinde Deutschfeistritz.

## Leben
Rudolf (Rudolph) Klug entstammte aus einer steirischen Försterfamilie. Sein Vater Johann Georg Klug war Gutsverwalter auf Schloss Plankenwarth. Dort ist Rudolf geboren und aufgewachsen. Nach seiner Ausbildung an der „Höheren Forstlehranstalt für die österreichischen Alpenländer“ in Bruck an der Mur arbeitete Rudolf Klug für einige Zeit als Forstverwalter auf Schloss Horn bei der Familie Graf Hoyos.
1897 erfolgte der Wechsel nach Schloss Waldstein, wo Klug bis zu seiner Pensionierung 40 Jahre als Forstrat und Gutsverwalter tätig war. Nach den Gemeinderats-Wahlen 1911 wird Rudolf Klug Bürgermeister-Stellvertreter von Deutschfeistritz. In leitender Position saß Klug in Waldstein mehr als 20 Jahre im Ortsschulrat. Als Dank für seinen besonderen Einsatz in Gemeindeanliegen gegen den Besitzer des Sensenwerkes Baron Siegfried Seckendorff wurde er 1922 zum Ehrenbürger von Deutschfeistritz ernannt. Drei Jahre später wurde als Erinnerung in dieser Wegangelegenheit der bisherige „Hammerweg“ in „Rudolf-Klug-Gasse“ umbenannt.
Rudolf Klug war verheiratet mit Ehefrau Auguste und hatte einen Sohn.

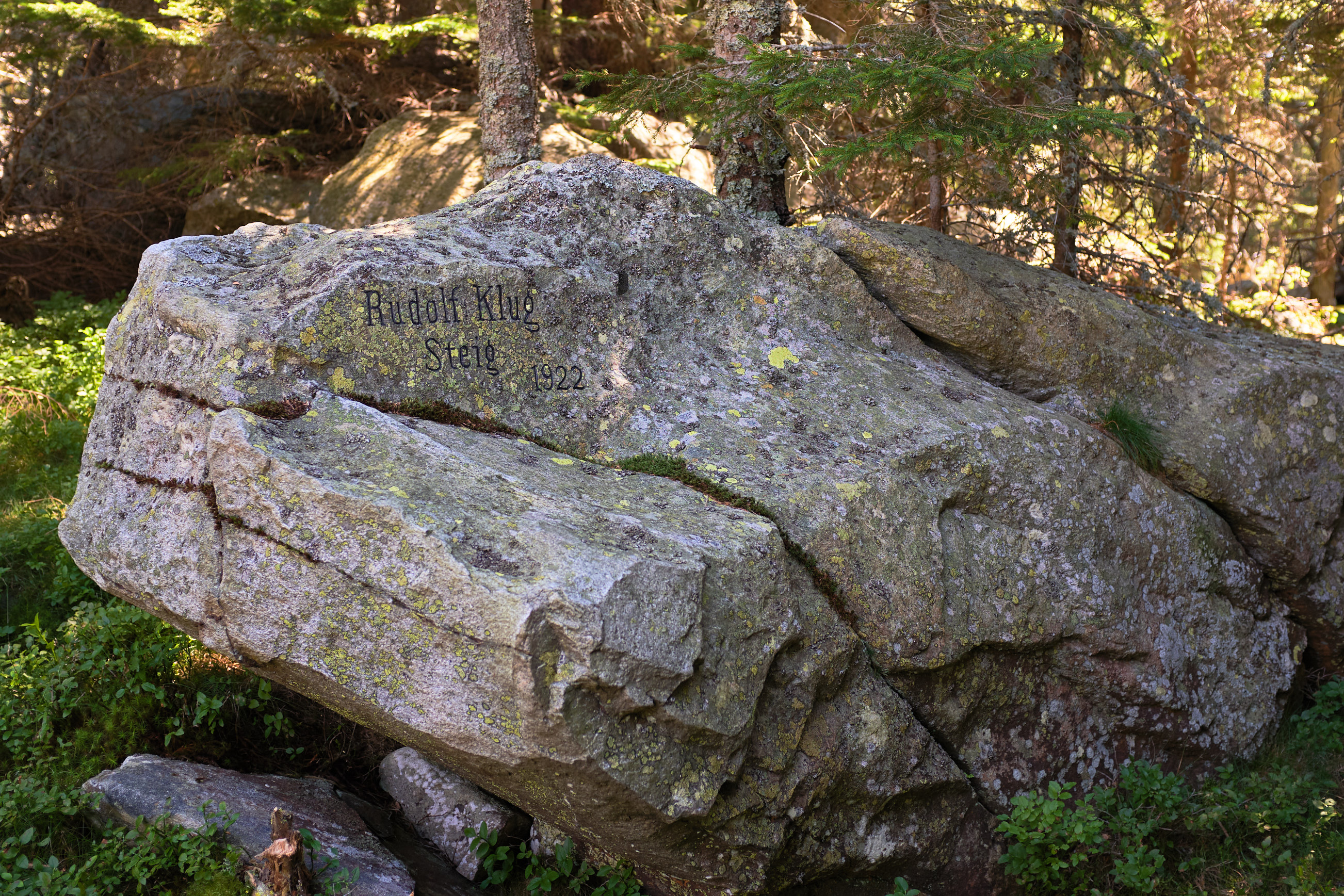
Denkmal am Rudolf Klug Steig auf der Gleinalpe, restauriert 2019

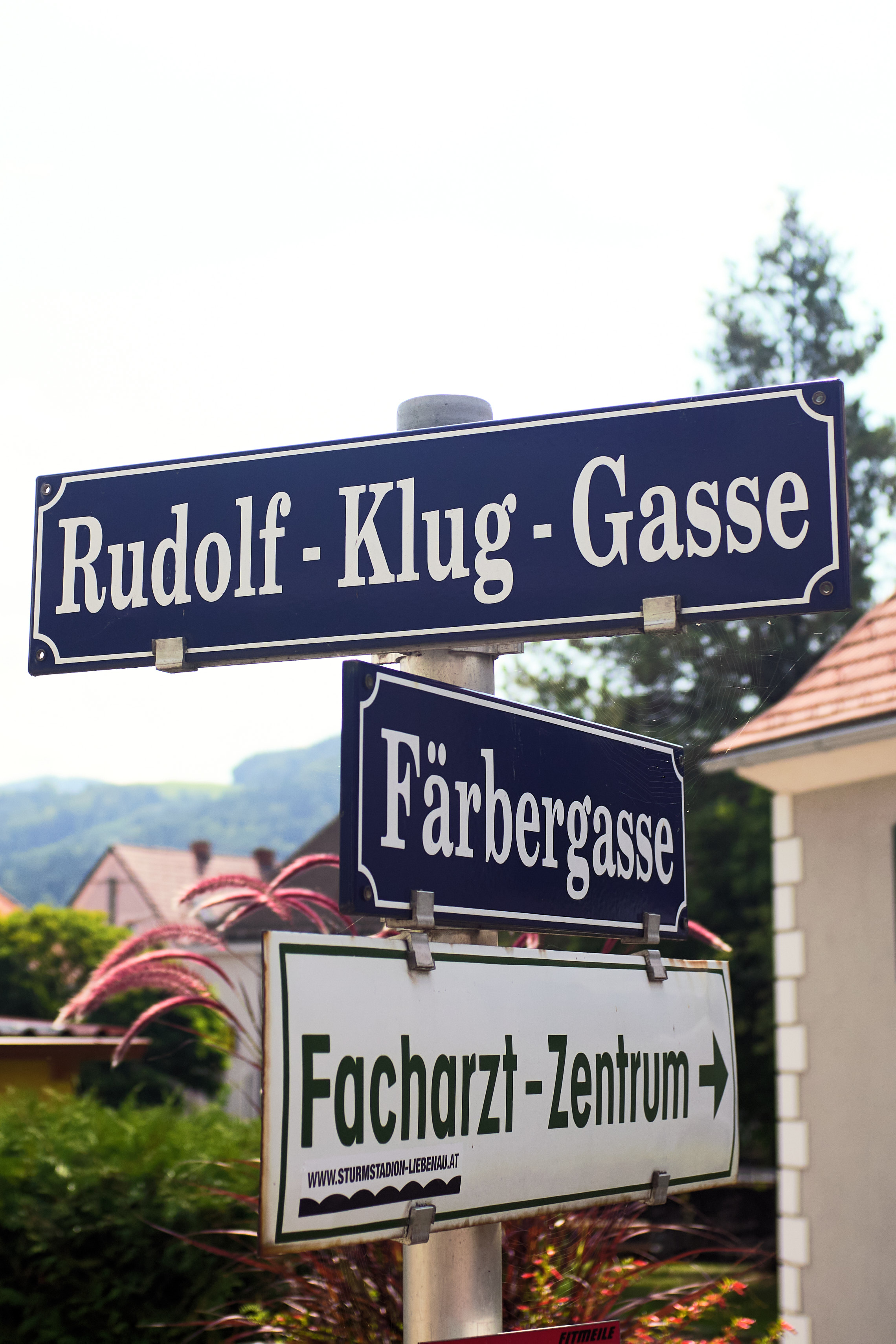
Rudolf Klug Gasse in Deutschfeistritz

## Ehrungen
- 1922 wird Klug wegen seiner Verdienste als Bürgermeister-Stellvertreter besonders während der Kriegsjahre laut einstimmigem Gemeinderatsbeschluss zum Ehrenbürger der Gemeinde Deutschfeistritz ernannt.
- Ebenfalls 1922 feiert Klug 25-jähriges Dienstjubiläum als Forstmeister des Gutes Waldstein. Ein Steig auf der Gleinalpe wird Klug zu Ehren „Rudolf-Klug-Steig“ benannt. Zu Weihnachten 1922 revanchiert er sich mit einer Jausen-Spende für die Waldsteiner Schulkinder.[3]
- 1925 erfolgt auf Antrag des „Verschönerungsvereins“ Deutschfeistritz die Umbenennung des bisherigen „Hammerweg“ in „Rudolf-Klug-Gasse“.[5]
- 28. Juni 1937, Verleihung Ritterkreuz des österreichischen Verdienstordens durch Bundespräsident Wilhelm Miklas.
- 6. Juli 1937, Ehrenmedaille für 40-jährige Diensttreue zur Pensionierung.